# Gruff Rhys
Gruffydd Maredudd Bowen Rhys, detto Gruff (Haverfordwest, 18 luglio 1970), è un cantautore gallese.
Suona in diversi gruppi: è principalmente conosciuto come membro dei Super Furry Animals, ma è attivo anche nei Neon Neon.
Ha pubblicato diversi album da solista. È attivo anche come produttore discografico e filmmaker.

## Biografia
Nato nel 1970 in Galles, ha iniziato a suonare la chitarra con il fratello mancino e questo lo ha portato ad imparare lo strumento con entrambe le mani essendo lui destrorso. Dal 1988 al 1993 è stato il frontman di un gruppo chiamato Ffa Coffi Pawb, col quale ha inciso tre album.
Nel 1993 fonda i Super Furry Animals, gruppo che collabora anche con Paul McCartney e John Cale e che riscuote un ottimo successo.
Nel 2005 ha pubblicato il suo primo album da solista, ovvero Yr Atal Genhedlaeth, scritto in lingua gallese. Due anni dopo esce invece Candylion, che annovera diversi brani anche in inglese e spagnolo.
Collabora con Boom Bip, dando vita a un progetto elettropop chiamato Neon Neon, che pubblica nel 2008 Stainless Style, un concept album incentrato sulla vita di John DeLorean.
Nel corso della sua carriera ha lavorato con diversi gruppi e artisti tra cui Mogwai, Danger Mouse, Goldie Lookin Chain e Simian Mobile Disco.
Nel 2009 collabora con Gorillaz e De La Soul per una traccia dell'album Plastic Beach.
Nel 2010 realizza Seperado, un film-documentario incentrato su un viaggio in Patagonia alla ricerca di una comunità gallese emigrata lì nell'età vittoriana.
Nel febbraio dell'anno seguente pubblica il suo terzo album solista.
Nel maggio 2014 è la volta di American Interior, un concept album sulla vita dell'esploratore John Evans. Parallelamente esce anche il suo documentario omonimo sulla vita dell'esploratore gallese.

## Discografia

### Con Ffa Coffi Pawb
- 1988 - Dalec Peilon
- 1991 - Clymhalio
- 1992 - Hei Vidal!
- 2004 - Am Byth (raccolta)
- 2024 - Sadness Sets Me Free

### Con Super Furry Animals
- 1996 - Fuzzy Logic
- 1997 - Radiator
- 1998 - Out Spaced
- 1999 - Guerrilla
- 2000 - Mwng
- 2001 - Rings Around the World
- 2003 - Phantom Power
- 2005 - Love Kraft
- 2007 - Hey Venus!
- 2009 - Dark Days/Light Years

### Solista
- 2005 - Yr Atal Genhedlaeth
- 2007 - Candylion
- 2011 - Hotel Shampoo
- 2014 - American Interior
- 2016 - Set Fire to the Stars [Original Motion Picture Soundtrack]
- 2018 - Babelsberg
- 2019 - Pang!
- 2021 - Seeking New Gods

### con Neon Neon
- 2008 - Stainless Style
- 2013 - Praxis Makes Perfect

## Filmografia
- Separado! (2010)
- American Enterior (2014)